# 2022 na música
A seguir estão listados eventos notáveis e lançamentos ocorridos em 2022 na música.

## Mortes

### Janeiro
- 8 – Michael Lang, 77, promotor de concertos de rock e produtor musical.[1]
- 9 – Maria Ewing, 71, cantora lírica.[2]
- 16 – Carmela Corren, 83, cantora e atriz israelita.[3]
- 17 – Armando Gama, 67, músico e compositor português.[4][5]
- 20
  - Meat Loaf, 74, músico americano.[6]
  - Elza Soares, 91, cantora de samba e bossa nova brasileira.[7]

### Fevereiro
- 6
  - George Crumb, 92, músico e compositor americano de música clássica.[8]
  - Lata Mangeshkar, 92, cantora indiana.[9]
- 9 – Betty Davis, 77, cantora e compositora americana de música funk.[10]
- 19
  - Gary Brooker, 76, músico e pianista britânico do grupo Procol Harum.[11]
  - Nightbirde, 31, cantora americana de música pop.[12]
- 20 – Sam Henry, 65, baterista americano da banda Wipers.[13]
- 22 – Mark Lanegan, 57, músico e compositor americano da banda Screaming Trees.[14]
- 23
  - Paulinha Abelha, 43, cantora brasileira de forró, ex-integrante da banda Calcinha Preta.[15]
  - Carlos Barbosa-Lima, 77, violinista de MPB.[16]
  - Antonietta Stella, 92, cantora de ópera italiana.[17]

### Março
- 8 – Grandpa Elliot, 77, músico americano de soul e blues gaitista americano.[18]
- 12 – Traci Braxton, 50, cantora americana de R&B do grupo The Braxtons.[19]
- 25 – Taylor Hawkins, 50, baterista americano da banda Foo Fighters.[20]
- 30 – Tom Parker, 33, cantor britânico da banda The Wanted.[21]

### Abril
- 1 – C. W. McCall, 93, cantor country americano.[22]
- 13 – Gloria Parker, 100, musicista americana.[23]
- 17
  - DJ Kay Slay, 55, DJ americano de hip-hop.[24]
  - Radu Lupu, 76, pianista romeno de música clássica.[25]
- 19 – Harrison Birtwistle, 87, compositor britânico de música clássica.[26]
- 23 – Arno, 72, cantor de rock belga.[27]
- 26 – Klaus Schulze, 74, baterista alemão, integrante das banda Tangerine Dream e Ash Ra Tempel.[28]
- 30 – Naomi Judd, 76, atriz americana e cantora de música country do duo The Judds.[29]

### Maio
- 13
  - Lil Keed, 24, rapper americano.[30]
  - Teresa Berganza, 89, cantora de ópera espanhola.[31]
- 15 – Robert Cogoi, 82, cantor belga de música pop.[32]
- 17 – Vangelis, 79, tecladista grego da banda Aphrodite's Child.[33]
- 19 – Bernard Wright, 58, tecladista americano e músico de funk e jazz.[34]
- 26
  - Andrew Fletcher, 60, tecladista britânico da banda Depeche Mode.[35]
  - Alan White, 72, baterista britânico da banda Yes.[36]
- 29 – Ronnie Hawkins, 87, cantor canadense-americano de rock.[37]

### Junho
- 9 – Julee Cruise, 65, cantora americana de música pop.[38]

### Julho
- 1 – Monty Norman, 94, cantor e compositor britânico.[39]
- 9 – Barbara Thompson, 77, saxofonista, flautista e compositora britânica.[40]

### Agosto
- 5 – Judith Durham, 79, cantora australiana, integrante do grupo pop folk The Seekers.[41]
- 8 – Olivia Newton-John, 73, atriz, cantora e compositora australiana de música pop.[42]
- 10 – Vesa-Matti Loiri, 77, ator, músico e flautista finlandês.[43]
- 12 – Zelito Miranda, 67, cantor brasileiro de forró.[44]
- 22 – Creed Taylor, 93, produtor, executivo musical e trompetista americano.[45]

### Setembro
- 12 – PnB Rock, 30, rapper americano.[46]
- 14 – Irene Papas, 96, atriz e cantora grega.[47]
- 24
  - Pharoah Sanders, 81, saxofonista americano.[48]
  - John Hartman, 72, baterista americano do grupo The Doobie Brothers.[49]
- 28
  - Coolio, 59, rapper americano.[50]
  - João de Aquino, 77, músico brasileiro.[51]

### Outubro
- 4 – Loretta Lynn, 90, cantora americana de música country.[52]
- 5 – Ann-Christine Nyström, 78, cantora finlandesa.[53]
- 7 – Toshi Ichiyanagi, 89, compositor e pianista japonês.[54]
- 18 – Robert Gordon, 75, cantor de rock americano.[55]
- 20 – Lucy Simon, 82, cantora e compositora americana.[56]
- 22 – Luiz Galvão, 87, músico e poeta brasileiro.[57]
- 28 – Jerry Lee Lewis, 87, cantor, compositor e pianista de rock americano.[58]
- 29 – Cláudio Roberto, 70, músico e compositor.[59]

### Novembro
- 5 – Aaron Carter, 34, rapper e ator americano.[60]
- 7 – Bebeto Alves, 68, cantor e compositor brasileiro.[61]
- 8
  - Dan McCafferty, 76, cantor escocês.[62]
  - Claes-Göran Hederström, 77, cantor sueco.[63]
- 9
  - Gal Costa, 77, cantora e compositora brasileira.[64]
- 10 – Nik Turner, 82, saxofonista britânico e ex-membro da banda Hawkwind.[65]
- 11
  - Sven-Bertil Taube, 87, cantor e ator sueco.[66]
  - Keith Levene, 65, guitarrista britânico e ex-membro das bandas The Clash e Public Image Ltd..[67]
- 17 – Azio Corghi, 85, compositor de ópera italiano.[68]
- 20 – Nico Fidenco, 89, cantor e compositor italiano.[69]
- 22
  - Pablo Milanés, 79, cantor e guitarrista cubano.[70]
  - Erasmo Carlos, 81, cantor de MPB e bossa nova brasileiro.[71]
- 25
  - Maria de Lourdes Resende, 95, cantora portuguesa.[72]
  - Irene Cara, 63, cantora, compositora e atriz americana.[73]
- 30 – Christine McVie, 79, tecladista, cantora e compositora britânica da banda Fleetwood Mac.[74]

### Dezembro
- 8
  - Leno, 73, cantor, compositor e guitarrista brasileiro.[75]
  - Djalma Corrêa, 80, compositor e percussionista brasileiro.[76]
- 11 – Angelo Badalamenti, 85, compositor ítalo-americano.[77]
- 18 – Terry Hall, 63, vocalista britânico da banda The Specials.[78]
- 19 – Claudisabel, 40, cantora portuguesa.[79]
- 27 – Jo Mersa Marley, 31, cantor de reggae jamaicano.[80]

## Formações

### Bandas
- Apink
- Got the Beat
- Kep1er
- Lapillus
- Le Sserafim
- NewJeans
- Nmixx
- TAN
- Tempest
- Viviz

### Artistas solo
- Cho Mi-yeon
- Choi Ye-na
- JR
- Kang Baek-ho
- Kang Seul-gi
- Kihyun
- Lim Na-yeon
- Xiumin
- Yerin
- Yuju

### Retornos
- Big Bang
- Be Your Own Pet
- DNCE
- EXID
- Get Scared
- Girls' Generation
- Hanoi Rocks
- Kara
- Pantera
- Pink Floyd (gravação do single "Hey, Hey, Rise Up!", em auxílio à ajuda humanitária ucraniana, após a invasão da Rússia na Ucrânia)
- Roxy Music
- Sleep
- Sunk Loto
- Sunny Day Real Estate
- t.A.T.u.
- The Academy Is...
- The Mars Volta
- Yellowcard

## Lançamentos de álbuns
| Lançado         | Artista                          | Álbum                                  | Ref.                |
| --------------- | -------------------------------- | -------------------------------------- | ------------------- |
| 3 de janeiro    | UP10TION                         | Novella                                | [ 81 ]              |
| 7 de janeiro    | Eric Nam                         | There and Back Again                   | [ 82 ]              |
| 7 de janeiro    | Gunna                            | DS4Ever                                | [ 83 ]              |
| 7 de janeiro    | Inna                             | Champagne Problems                     | [ 84 ]              |
| 7 de janeiro    | RuPaul                           | Mamaru                                 | [ 85 ]              |
| 7 de janeiro    | The Weeknd                       | Dawn FM                                | [ 83 ]              |
| 7 de janeiro    | Fernanda Brum                    | Reunion no Sintonize - EP. 2 (Ao Vivo) | [ 86 ]              |
| 14 de janeiro   | Blood Red Shoes                  | Ghosts on Tape                         | [ 87 ]              |
| 14 de janeiro   | Bonobo                           | Fragments                              | [ 88 ]              |
| 14 de janeiro   | Cat Power                        | Covers                                 | [ 89 ]              |
| 14 de janeiro   | Cordae                           | From a Birds Eye View                  | [carece de fontes?] |
| 14 de janeiro   | Earl Sweatshirt                  | Sick!                                  | [carece de fontes?] |
| 14 de janeiro   | Elvis Costello & The Imposters   | The Boy Named If                       | [carece de fontes?] |
| 14 de janeiro   | FKA Twigs                        | Caprisongs                             | [ 90 ]              |
| 14 de janeiro   | The Lumineers                    | Brightside                             | [ 91 ]              |
| 14 de janeiro   | Magnum                           | The Monster Roars                      | [ 92 ]              |
| 14 de janeiro   | NLE Choppa                       | Me vs. Me                              | [ 93 ]              |
| 14 de janeiro   | Skillet                          | Dominion                               | [ 94 ]              |
| 14 de janeiro   | Underoath                        | Voyeurist                              | [ 95 ]              |
| 14 de janeiro   | The Wombats                      | Fix Yourself, Not the World            | [ 96 ]              |
| 19 de janeiro   | Hikaru Utada                     | Bad Mode                               | [ 97 ]              |
| 20 de janeiro   | Aline Barros                     | Minha Oração                           | [ 98 ]              |
| 21 de janeiro   | Aurora                           | The Gods We Can Touch                  | [ 99 ]              |
| 21 de janeiro   | Band of Horses                   | Things Are Great                       | [carece de fontes?] |
| 21 de janeiro   | Billy Talent                     | Crisis of Faith                        | [carece de fontes?] |
| 21 de janeiro   | Boris                            | W                                      | [carece de fontes?] |
| 21 de janeiro   | John Mellencamp                  | Strictly a One-Eyed Jack               | [carece de fontes?] |
| 21 de janeiro   | Kiefer Sutherland                | Bloor Street                           | [carece de fontes?] |
| 21 de janeiro   | King Gizzard & the Lizard Wizard | Butterfly 3001                         | [carece de fontes?] |
| 21 de janeiro   | Years & Years                    | Night Call                             | [ 100 ]             |
| 21 de janeiro   | YoungBoy Never Broke Again       | Colors                                 | [ 101 ]             |
| 25 de fevereiro | Avril Lavigne                    | Love Sux                               | [ 102 ]             |
| 11 de março     | Ghost                            | Impera                                 | [ 103 ]             |
| 18 de março     | Charli XCX                       | Crash                                  | [ 104 ]             |
| 25 de março     | Machine Gun Kelly                | Mainstream Sellout                     | [ 105 ]             |
| 1 de abril      | Red Hot Chili Peppers            | Unlimited Love                         | [ 106 ]             |
| 8 de abril      | Papa Roach                       | Ego Trip                               | [ 107 ]             |
| 12 de abril     | Anitta                           | Versions of Me                         | [ 108 ]             |
| 29 de abril     | Martin Garrix                    | Sentio                                 | [ 109 ]             |
| 13 de maio      | Florence + the Machine           | Dance Fever                            | [ 110 ]             |
| 13 de maio      | Ratos de Porão                   | Necropolítica                          | [ 111 ]             |
| 17 de junho     | Foals                            | Life Is Yours                          | [ 112 ]             |
| 17 de junho     | Nova Twins                       | Supernova                              | [ 113 ]             |
| 1 de julho      | Imagine Dragons                  | Mercury – Act 2                        | [ 114 ]             |
| 26 de julho     | Shania Twain                     | Not Just a Girl (The Highlights)       | [ 115 ]             |
| 29 de julho     | Beyoncé                          | Renaissance                            | [ 116 ]             |
| 29 de julho     | Maggie Rogers                    | Surrender                              | [ 117 ]             |
| 5 de agosto     | Fernanda Brum                    | Em Casa                                | [ 118 ]             |
| 19 de agosto    | Panic! At the Disco              | Viva Las Vengeance                     | [ 119 ]             |
| 19 de agosto    | Demi Lovato                      | Holy Fvck                              | [ 120 ]             |
| 26 de agosto    | Muse                             | Will of the People                     | [ 121 ]             |
| 26 de agosto    | Blackbear                        | In Loving Memory                       | [ 122 ]             |
| 16 de setembro  | Rina Sawayama                    | Hold the Girl                          | [ 123 ]             |
| 30 de setembro  | Slipknot                         | The End, So Far                        | [ 124 ]             |
| 30 de setembro  | Pixies                           | Doggerel                               | [ 125 ]             |
| 30 de setembro  | Björk                            | Fossora                                | [ 126 ]             |
| 30 de setembro  | Off!                             | Free LSD                               | [ 127 ]             |
| 7 de outubro    | Willow Smith                     | Coping Mechanism                       | [ 128 ]             |
| 14 de outubro   | Red Hot Chili Peppers            | Return of the Dream Canteen            | [ 129 ]             |
| 14 de outubro   | Tove Lo                          | Dirt Femme                             | [ 130 ]             |
| 21 de outubro   | Taylor Swift                     | Midnights                              | [ 131 ]             |
| 22 de outubro   | Arctic Monkeys                   | The Car                                | [ 132 ]             |
| 28 de outubro   | Foo Fighters                     | The Essential Foo Fighters             | [ 133 ]             |
| 28 de outubro   | Bryan Adams                      | Classic                                | [ 134 ]             |
| 28 de outubro   | The Beatles                      | Revolver: Special Edition              | [ 135 ]             |
| 4 de novembro   | Alicia Keys                      | Santa Baby                             | [ 136 ]             |
| 4 de novembro   | Barbra Streisand                 | Live at the Bon Soir                   | [ 137 ]             |
| 11 de novembro  | Bruce Springsteen                | Only the Strong Survive                | [ 138 ]             |
| 11 de novembro  | Black Eyed Peas                  | Elevation                              | [ 139 ]             |
| 18 de novembro  | Michael Jackson                  | Thriller 40                            | [ 140 ]             |
| 18 de novembro  | Nickelback                       | Get Rollin'                            | [ 141 ]             |
| 18 de novembro  | Saweetie                         | The Single Life                        | [ 142 ]             |
| 8 de dezembro   | María Becerra                    | La Nena de Argentina                   | [ 143 ]             |
| 9 de dezembro   | SZA                              | SOS                                    | [ 144 ]             |
| 23 de dezembro  | YoungBoy Never Broke Again       | Lost Files                             | [ 145 ]             |